# رهوة الرباط

تعديل مصدري - تعديل

رهوة الرباط هي إحدى قرى عزلة القارة بمديرية رصد التابعة لمحافظة أبين، بلغ تعداد سكانها 180 نسمة حسب تعداد اليمن لعام 2004.